# فرودگاه شهری له سوئر
فرودگاه شهری له سوئر (به انگلیسی: Le Sueur Municipal Airport) یک فرودگاه همگانی بهره‌برداری هوایی است که یک باند فرود آسفالت دارد و طول باند آن ۹۱۵ متر است. این فرودگاه در کشور ایالات متحده آمریکا قرار دارد و در ارتفاع ۲۶۴ متری از سطح دریا واقع شده است.